# 2006년 헝가리 시위
2006년 헝가리 반정부 시위는 2006년 9월, 2006년 5월의 비밀 회의의 녹음본에서 헝가리의 총리 주르차니 페렌츠가 1년 반에서 2년 동안이나 재선에 성공하기 위해 국가 경제에 대한 거짓말을 시인한 것이 유출된 것이 시작으로, 의회 밖에서부터 시작되었으며 이때 자정 무렵, 경찰과 시위대가 충돌하여 국영방송사 MTV에 최루탄이 흩뿌려져있기도 했다. 이 시위에는 무려 10,000명가량 모였으며, 일부는 정부가 경제 데이터를 조작했다며 비난하기도 하였다. 또한 일부 극우 급진주의자들은 헝가리의 총리 주르차니 페렌츠를 축출하기 위해 폭력을 사용할 것이라며 위협하기도 하였다. 그 중 극우 활동가 죄르지 에크렘 케말은 '1956년처럼 급진적인 수단으로 이 정부를 제거할 준비가 되어 있다' 고 발언하기도 하였다. 또한 경찰들은 시위대를 최루탄이나 고무탄, 물대포를 이용하여 진압하였으며, 시위는 2주 뒤에 진압되었으나, 진압 중 2800명의 헝가리인들이 사망하였고, 12,000명의 헝가리인들이 다쳤으며, 200,000명이 도주하였다.

## 사건 사고

### 전차 운용 사건
2006년 헝가리 반정부 시위 중에 발생한 T-34/85 전차 운용 사건은 헝가리의 반정부 시위대가 한 군사박물관을 덮친 후 전시된 구 소련군의 무력진압을 상징하여 세워놓은 T-34/85를 반정부 시위대가 가져와 사용한 것이다. 전차를 아무 피해 없이 잘 사용한 것은 시위 참가자 중 전 헝가리 전차 운전병이 있었고, 전 운전병이 이 잘 정비된 전차에 공기공급만으로도 움직이는 장치가 있어 해당 장치를 가동시켰고, 반정부 시위에서 타고 다녔다. 그러나 해당 전차의 포탄과 기관총탄은 모두 제거된 채 있었다.

## 같이 보기
- 헝가리
- T-34/85